# Genoa 1893 1981-1982
Questa voce raccoglie le informazioni riguardanti il Genoa 1893 nelle competizioni ufficiali della stagione 1981-1982.

## Stagione
Tornato nella massima serie nella stagione 1981-1982, il Genoa di Luigi Simoni raggiunge una faticosa salvezza, agguantata a cinque minuti dal termine al San Paolo di Napoli (2-2), al termine di una stagione che lo ha visto teso verso l'obiettivo di mantenere la categoria. Un campionato memorabile che ha visto retrocedere il Milan per la seconda volta, in questa occasione con il verdetto sancito dal campo, ed il Bologna per la prima volta nella sua storia, insieme alla cenerentola Como. Scudetto vinto in volata dalla Juventus con una sola lunghezza di vantaggio sulla Fiorentina.
Nel Genoa si è messo in evidenza l'attaccante vicentino Massimo Briaschi, arrivato al grifone con il mercato di ottobre e autore di 8 reti. In Italia in questa stagione sono tornati gli "stranieri", uno per squadra, il Genoa ha puntato sul belga René Vandereycken proveniente dal Bruges. Nella Coppa Italia il Genoa, prima del campionato, disputa il sesto girone di qualificazione, lo vince con 6 punti con la Fiorentina, ma sono i viola ad accedere ai quarti di finale, grazie alla miglior differenza reti.

## Divise e sponsor

Da sinistra: Roberto Russo e il capitano Claudio Onofri presentano le prime maglie sponsorizzate della storia genoana.

Lo sponsor ufficiale per la stagione 1981-1982 fu Seiko.
| Casa | Trasferta |

## Organigramma societario
Area direttiva
- Presidente: Renzo Fossati
- Segretario: Amedeo Garibotti

Area tecnica
- Direttore sportivo: Giorgio Vitali
- Allenatore: Luigi Simoni

Area sanitaria
- Medico sociale: Pierluigi Gatto
- Massaggiatore: Gerolamo Craviotto

## Rosa

Il neoacquisto belga René Vandereycken

| N. |                   | Ruolo | Calciatore                |
| -- | ----------------- | ----- | ------------------------- |
|    | Italia (bandiera) | P     | Nevio Favaro              |
|    | Italia (bandiera) | P     | Silvano Martina           |
|    | Italia (bandiera) | D     | Carmine Gentile           |
|    | Italia (bandiera) | D     | Claudio Onofri (capitano) |
|    | Italia (bandiera) | D     | Vincenzo Romano (II)      |
|    | Italia (bandiera) | D     | Claudio Testoni           |
|    | Italia (bandiera) | C     | Francesco Boito           |
|    | Italia (bandiera) | C     | Bruno Caneo               |
|    | Italia (bandiera) | C     | Giuseppe Corti            |
|    | Italia (bandiera) | C     | Mario Faccenda            |
|    | Italia (bandiera) | C     | Giancarlo Fiordisaggio    |

| N. |                   | Ruolo | Calciatore           |
| -- | ----------------- | ----- | -------------------- |
|    | Italia (bandiera) | C     | Fabrizio Gorin (II)  |
|    | Italia (bandiera) | C     | Pasquale Iachini     |
|    | Italia (bandiera) | C     | Tiziano Manfrin      |
|    | Italia (bandiera) | C     | Claudio Sala         |
|    | Belgio (bandiera) | C     | René Vandereycken    |
|    | Italia (bandiera) | A     | Massimo Briaschi (I) |
|    | Italia (bandiera) | A     | Leonardo Capezzuoli  |
|    | Italia (bandiera) | A     | Oriano Grop          |
|    | Italia (bandiera) | A     | Roberto Russo        |
|    | Italia (bandiera) | A     | Roberto Simonetta    |

## Calciomercato
| Acquisti | Acquisti          | Acquisti          | Acquisti   |
| R.       | Nome              | da                | Modalità   |
| -------- | ----------------- | ----------------- | ---------- |
| A        | Massimo Briaschi  | Lanerossi Vicenza | definitivo |
| C        | Mario Faccenda    | Latina            | definitivo |
| D        | Carmine Gentile   | Verona            | definitivo |
| A        | Oriano Grop       | SPAL              | prestito   |
| C        | Pasquale Iachini  | Brescia           | definitivo |
| D        | Vincenzo Romano   | Roma              | definitivo |
| C        | René Vandereycken | Club Bruges       | definitivo |

| Cessioni | Cessioni        | Cessioni | Cessioni     |
| R.       | Nome            | a        | Modalità     |
| -------- | --------------- | -------- | ------------ |
| C        | Francesco Conti | Imperia  | Prestito     |
| C        | Giovanni Lorini | Brescia  | comproprietà |
| C        | Luigi Manueli   | Verona   | definitivo   |
| D        | Sebastiano Nela | Roma     | definitivo   |
| C        | Carlo Odorizzi  | Verona   | definitivo   |
| C        | Stefano Bosetti | Imperia  | prestito     |
| A        | Enrico Todesco  | Pisa     | definitivo   |

## Risultati

### Serie A

#### Andata
| Arbitro: | Ciulli (Roma) |

|  |           |               |
|  | Marcatori | 78’ P. Pulici |

| Arbitro: | Facchin (Udine) |

|           |           |              |
| Gobbo 60’ | Marcatori | 63’ F. Gorin |

| Genova 27 settembre 1981 3ª giornata | Genoa             | 0 – 0 | Cesena | Stadio Luigi Ferraris\| Arbitro: \| Bergamo (Livorno) \| |
| Arbitro:                             | Bergamo (Livorno) |       |        |                                                          |

| Avellino 4 ottobre 1981 4ª giornata | Avellino           | 0 – 0 | Genoa | Stadio Partenio\| Arbitro: \| Patrussi (Ravenna) \| |
| Arbitro:                            | Patrussi (Ravenna) |       |       |                                                     |

| Arbitro: | Lo Bello (Siracusa) |

|  |           |           |
|  | Marcatori | 2’ Pruzzo |

| Arbitro: | Redini (Pisa) |

|                                    |           |            |
| G. Corti 30’ P. Iachini 63’ (rig.) | Marcatori | 90’ Tesser |

| Milano 1º novembre 1981 7ª giornata | Inter            | 0 – 0 | Genoa | Stadio Giuseppe Meazza\| Arbitro: \| D'Elia (Salerno) \| |
| Arbitro:                            | D'Elia (Salerno) |       |       |                                                          |

| Arbitro: | Barbaresco (Cormons) |

|                              |           |             |
| V. Romano 25’ P. Iachini 61’ | Marcatori | 14’ Cabrini |

| Arbitro: | Casarin (Milano) |

|                                                     |           |                             |
| D. Bertoni 24’ Antognoni 52’ (rig.) F. Graziani 71’ | Marcatori | 36’ F. Gorin 82’ P. Iachini |

| Genova 29 novembre 1981 10ª giornata | Genoa         | 0 – 0 | Ascoli | Stadio Luigi Ferraris\| Arbitro: \| Longhi (Roma) \| |
| Arbitro:                             | Longhi (Roma) |       |        |                                                      |

| Milano 13 dicembre 1981 11ª giornata | Milan         | 0 – 0 | Genoa | Stadio Giuseppe Meazza\| Arbitro: \| Ciulli (Roma) \| |
| Arbitro:                             | Ciulli (Roma) |       |       |                                                       |

| Arbitro: | Paparesta (Bari) |

|                       |           |           |
| P. Iachini 12’ (rig.) | Marcatori | 75’ Piras |

| Arbitro: | Benedetti (Roma) |

|                |           |                 |
| R. Mancini 57’ | Marcatori | 43’ M. Briaschi |

| Arbitro: | Vitali (Bologna) |

|            |           |  |
| Borghi 26’ | Marcatori |  |

| Arbitro: | Casarin (Milano) |

|                           |           |  |
| Russo 14’ M. Briaschi 77’ | Marcatori |  |

#### Ritorno
| Arbitro: | Mattei (Macerata) |

|                  |           |  |
| Bonesso 21’, 51’ | Marcatori |  |

| Arbitro: | Patrussi (Ravenna) |

|                 |           |  |
| M. Briaschi 33’ | Marcatori |  |

| Arbitro: | Angelelli (Terni) |

|               |           |                |
| Schachner 10’ | Marcatori | 81’ P. Iachini |

| Arbitro: | Menicucci (Firenze) |

|  |           |                                |
|  | Marcatori | 61’ Vignola 79’ M. Giovannelli |

| Arbitro: | Lanese (Messina) |

|              |           |  |
| B. Conti 55’ | Marcatori |  |

| Arbitro: | Benedetti (Roma) |

|                           |           |                                      |
| Miano 4’, 50’ Gerolin 16’ | Marcatori | 17’ M. Briaschi 70’ (aut.) Galparoli |

| Arbitro: | Barbaresco (Cormons) |

|                 |           |            |
| M. Briaschi 81’ | Marcatori | 82’ Oriali |

| Arbitro: | Ciulli (Roma) |

|                     |           |  |
| Faccenda 52’ (aut.) | Marcatori |  |

| Genova 28 marzo 1982 24ª giornata | Genoa             | 0 – 0 | Fiorentina | Stadio Luigi Ferraris\| Arbitro: \| Mattei (Macerata) \| |
| Arbitro:                          | Mattei (Macerata) |       |            |                                                          |

| Arbitro: | D'Elia (Salerno) |

|             |           |           |
| Pircher 71’ | Marcatori | 47’ Russo |

| Arbitro: | Menicucci (Firenze) |

|                 |           |                                     |
| M. Briaschi 31’ | Marcatori | 75’ A. Maldera 80’ (rig.) F. Baresi |

| Arbitro: | Bergamo (Livorno) |

|                     |           |           |
| Piras 14’ Ravot 90’ | Marcatori | 11’ Boito |

| Arbitro: | Barbaresco (Cormons) |

|          |           |  |
| Boito 9’ | Marcatori |  |

| Arbitro: | D'Elia (Salerno) |

|                          |           |  |
| Russo 2’ M. Briaschi 23’ | Marcatori |  |

| Arbitro: | Agnolin (Bassano del Grappa) |

|                             |           |                             |
| Criscimanni 56’ Musella 62’ | Marcatori | 3’ M. Briaschi 85’ Faccenda |

### Coppa Italia

#### Sesto girone
| Varese 23 agosto 1981 1ª giornata | Varese          | 0 – 0 | Genoa | Stadio Franco Ossola\| Arbitro: \| Milan (Treviso) \| |
| Arbitro:                          | Milan (Treviso) |       |       |                                                       |

| Arbitro: | Menegali (Roma) |

|           |           |  |
| Russo 28’ | Marcatori |  |

| Arbitro: | Vitali (Bologna) |

|              |           |  |
| G. Corti 26’ | Marcatori |  |

| Benevento 2 settembre 1981 4ª giornata | Foggia        | 0 – 0 | Genoa | Stadio Santa Colomba\| Arbitro: \| Prati (Parma) \| |
| Arbitro:                               | Prati (Parma) |       |       |                                                     |

| 6 settembre 1981 5ª giornata |  | – Turno riposo Genoa |  |  |

## Statistiche

### Statistiche di squadra
| Competizione | Punti | In casa | In casa | In casa | In casa | In casa | In casa | In trasferta | In trasferta | In trasferta | In trasferta | In trasferta | In trasferta | Totale | Totale | Totale | Totale | Totale | Totale | DR |
| Competizione | Punti | G       | V       | N       | P       | Gf      | Gs      | G            | V            | N            | P            | Gf           | Gs           | G      | V      | N      | P      | Gf     | Gs     | DR |
| ------------ | ----- | ------- | ------- | ------- | ------- | ------- | ------- | ------------ | ------------ | ------------ | ------------ | ------------ | ------------ | ------ | ------ | ------ | ------ | ------ | ------ | -- |
| Serie A      | 25    | 15      | 6       | 5       | 4       | 13      | 10      | 15           | 0            | 8            | 7            | 11           | 19           | 30     | 6      | 13     | 11     | 24     | 29     | -5 |
| Coppa Italia |       | 2       | 2       | 0       | 0       | 2       | 0       | 2            | 0            | 2            | 0            | 0            | 0            | 4      | 2      | 2      | 0      | 2      | 0      | +2 |
| Totale       |       | 17      | 8       | 5       | 4       | 15      | 10      | 17           | 0            | 10           | 7            | 11           | 19           | 34     | 8      | 15     | 11     | 26     | 29     | -3 |

### Statistiche dei giocatori[6]
| Giocatore       | Serie A  | Serie A | Serie A     | Serie A    | Coppa Italia | Coppa Italia | Coppa Italia | Coppa Italia | Totale   | Totale | Totale      | Totale     |
| Giocatore       | Presenze | Reti    | Ammonizioni | Espulsioni | Presenze     | Reti         | Ammonizioni  | Espulsioni   | Presenze | Reti   | Ammonizioni | Espulsioni |
| --------------- | -------- | ------- | ----------- | ---------- | ------------ | ------------ | ------------ | ------------ | -------- | ------ | ----------- | ---------- |
| F. Boito        | 25       | 2       | ?           | ?          | 1            | 0            | ?            | ?            | 26       | 2      | ?           | ?          |
| M. Briaschi (I) | 23       | 8       | ?           | ?          | -            | -            | -            | -            | 23       | 8      | 0+          | 0+         |
| B. Caneo        | 3        | 0       | ?           | ?          | -            | -            | -            | -            | 3        | 0      | 0+          | 0+         |
| L. Capezzuoli   | 1        | 0       | ?           | ?          | -            | -            | -            | -            | 1        | 0      | 0+          | 0+         |
| G. Corti        | 21       | 1       | ?           | ?          | 3            | 1            | ?            | ?            | 24       | 2      | ?           | ?          |
| M. Faccenda     | 21       | 1       | ?           | ?          | 3            | 0            | ?            | ?            | 24       | 1      | ?           | ?          |
| G. Fiordisaggio | 2        | 0       | ?           | ?          | -            | -            | -            | -            | 2        | 0      | 0+          | 0+         |
| C. Gentile      | 28       | 0       | ?           | ?          | 4            | 0            | ?            | ?            | 32       | 0      | ?           | ?          |
| F. Gorin (II)   | 20       | 2       | ?           | ?          | 3            | 0            | ?            | ?            | 23       | 2      | ?           | ?          |
| A. Grop         | 6        | 0       | ?           | ?          | 4            | 0            | ?            | ?            | 10       | 0      | ?           | ?          |
| P. Iachini      | 25       | 5       | ?           | ?          | 4            | 0            | ?            | ?            | 29       | 5      | ?           | ?          |
| T. Manfrin      | 26       | 0       | ?           | ?          | 3            | 0            | ?            | ?            | 29       | 0      | ?           | ?          |
| S. Martina      | 30       | -29     | ?           | ?          | 4            | 0            | ?            | ?            | 34       | -29    | ?           | ?          |
| C. Onofri       | 26       | 0       | ?           | ?          | 4            | 0            | ?            | ?            | 30       | 0      | ?           | ?          |
| V. Romano (II)  | 26       | 1       | ?           | ?          | 4            | 0            | ?            | ?            | 30       | 1      | ?           | ?          |
| R. Russo        | 21       | 3       | ?           | ?          | 4            | 1            | ?            | ?            | 25       | 4      | ?           | ?          |
| C. Sala         | 14       | 0       | ?           | ?          | 3            | 0            | ?            | ?            | 17       | 0      | ?           | ?          |
| R. Simonetta    | 3        | 0       | ?           | ?          | -            | -            | -            | -            | 3        | 0      | 0+          | 0+         |
| C. Testoni      | 30       | 0       | ?           | ?          | 4            | 0            | ?            | ?            | 34       | 0      | ?           | ?          |
| R. Vandereycken | 25       | 0       | ?           | ?          | 4            | 0            | ?            | ?            | 29       | 0      | ?           | ?          |